# Ncaute

Wahlkreiskarte von Ncuncuni

Ncaute ist eine Ansiedlung und Verwaltungssitz des Wahlkreises Ncuncuni in der Region Kavango-West im Norden Namibias. Sie liegt knapp 190 Kilometer südöstlich der Regionalhauptstadt Nkurenkuru und 60 Kilometer südlich von Rundu am Omuramba Omatako. 
Ncaute verfügt über eine Klinik.